# رالف غولدستاين
رالف غولدستاين (بالإنجليزية: Ralph Goldstein)‏ هو مبارز بالسيف أمريكي، ولد في 6 أكتوبر 1913 في مالدن في الولايات المتحدة، وتوفي في 25 يوليو 1997 في بينينغتون في الولايات المتحدة.

## وصلات خارجية
- رالف غولدستاين على موقع أوليمبيديا (الإنجليزية)